# Harpagifer andriashevi
Harpagifer andriashevi är en fiskart som beskrevs av Prirodina 2000. Harpagifer andriashevi ingår i släktet Harpagifer och familjen Harpagiferidae. Inga underarter finns listade i Catalogue of Life.